# GPodder
gPodder är ett datorprogram för bland annat GNU/Linux, Windows och Mac OS (samt Nokias mobiltelefoner N800 och N900) och fungerar som en hanterare för poddradiokanaler. Programmet är GNU GPL-licensierat och är således fri programvara. Programmets senaste stabila utgåva är version 2.9 och utgavs i oktober 2010. gPodder är skrivet i Python, och utvecklas av the gPodder Team, som leds av Thomas Perl.